# Ortesi
Per òrtesi si intende un dispositivo medico, un tutore, un'apparecchiatura ortopedica o simili, utilizzati in ortopedia, ortodonzia o traumatologia nel trattamento di alcune patologie. È uno strumento esterno utilizzato per aiutare il paziente in una sua funzione. 

## Definizione
La definizione di ortesi introdotta dall'Organizzazione Internazionale degli Standard è dispositivo esterno utilizzato al fine di modificare le caratteristiche strutturali o funzionali dell'apparato neuro-muscolo-scheletrico.

## Esempi
Esempi di ortesi sono i collari cervicali, le cinture lombari steccate (o busti ortopedici), le ginocchiere, le cavigliere, eccetera.

## Funzioni
La loro funzione è, in genere, quella di garantire una immobilizzazione relativa di un'articolazione colpita, per esempio,  da traumi, artrosi, distorsioni dei legamenti o che abbia subito un intervento chirurgico. Un altro impiego delle ortesi è quello concomitante alla riabilitazione o rieducazione funzionale. L'ortesi può essere utilizzata per ridurre il carico su un'articolazione e diminuirne il dolore e può essere adoperata a scopo preventivo in casi di osteoporosi o cedimenti ossei.
Oltre che in dinamiche e funzionali, a seconda dell'impiego per cui sono indicate, le ortesi possono essere divise anche in ortesi fabbricate su misura (presso officine ortopediche) e ortesi standardizzate (prodotti industriali).

## Classificazione
Una classificazione delle ortesi viene fatta in base alla parte del corpo su cui viene indossata: si parlerà quindi di ortesi di tronco, di arto superiore e di arto inferiore. Per quanto concerne l'arto inferiore si ha un'ulteriore divisione: con FO (foot orthosis) s'intendono le ortesi per il solo piede, come ad esempio i plantari; con AFO (Ankle Foot Orthosis) le ortesi fino alla tibio tarsica; KAFO (Knee Ankle Foot Orthosis) fino al ginocchio; HKAFO (Hip-Knee-Ankle-Foot-Orthosis) comprende anche l'anca.